# Davy Crockett at the Fall of the Alamo
Davy Crockett at the Fall of the Alamo (lett. "Davy Crockett alla caduta di Alamo") è un film muto del 1926 diretto da Robert N. Bradbury (con il nome Robert North Bradbury).

## Produzione
Il film fu prodotto dalla Sunset Productions.

## Distribuzione
Distribuito dalla Aywon Film, il film - conosciuto anche con il nome With Davy Crockett at the Fall of the Alamo - uscì nelle sale cinematografiche USA il 1º agosto 1926.